# Enrique Gómez Carrillo
Enrique Gómez Carrillo (27. února 1873 Ciudad de Guatemala – 29. listopadu 1927 Paříž) byl guatemalský literární kritik, spisovatel, novinář a diplomat. Proslavil se svými cestami, kronikami, bohémským životním stylem a notoricky známými četnými milostnými aférami.

## Život
V roce 1891 Gómez Carrillo získal stipendium ke studiu ve Španělsku od tehdejšího prezidenta Guatemaly Manuela Lisandra Barillase. Než se tam přestěhoval, odjel do Paříže, kde se setkal s několika spisovateli, jako byli Paul Verlaine, Jean Moréas a Leconte de Lisle. Po přestěhování se díky svému blízkému příteli španělskému spisovateli Alfredu Vicentimu stal novinářem pro španělské noviny a seznámil se s dalšími spisovateli, jako byli James Joyce, Oscar Wilde a Émile Zola. R. 1892 vydal svou první knihu Esquisses, která zahrnuje profily několika spisovatelů té doby.
R. 1898 byl zpět v Guatemale a pracoval ve volební kampani prezidenta Manuela Estrady Cabrery, který ho za jeho práci odměnil jmenováním konzulem Guatemaly v Paříži. O několik let později jej argentinský prezident Hipólito Yrigoyen jmenoval zástupcem Argentiny. V roce 1895 se stal členem Královské španělské akademie. Ve Francii r. 1906 získal Montyonovu cenu Académie Française za francouzský překlad The Japanese soul své knihy El Alma Japonesa.

### Novinářská kariéra
Od chvíle, kdy Gómez Carrillo dorazil do Evropy, posílal své kritické a názorové články do prestižního španělského deníku El Liberal. Mezi novináři v Evropě bylo jen velmi málo těch, kteří by se mu vyrovnali. Jeho tvorba není známa v plném rozsahu, protože po celý život pracoval pro mnoho různých zpravodajských kanálů; nejznámější byly:
1. Buenos Aires, Argentina: La Nación a La Razón
2. La Habana, Kuba: Diario de La Marina
3. Madrid, Španělsko: El Liberal – s dvěma tisíci šesti sty šedesáti sedmi články z let 1899–1920, Blanco y Negro, La Esfera, Pluma y Lápiz, Electra, El Imparcial a ABC – s pěti sty sedmdesáti články z let 1921–1927.

Mezi jeho hlavní příspěvky patřily:
1. A report about Tsarist Russia v roce 1905. Současné Rusko s úvodem Alfreda Vicentiho. Tato kniha byla nejtvrdší výpovědí proti nespravedlnosti v Rusku psaná španělsky. Vzhledem k tomu, že ji nenapsal politik ani vláda, byla považována za objektivní a nezaujatou analýzu
2. Egypt, Indie, Čína a Japonsko, také v roce 1905. Jeho práce se objevila ve dvou knihách:
  - De Marsella a Tokio, sensaciones de Egipto, la India, la China y el Japón vydaná v roce 1906 s úvodem Rubéna Daría.
  - El Alma Japonesa vydaná v roce 1907, věnovaná prezidentu Guatemaly Manuelu Estradu Cabrerovi. Za překlad této knihy do francouzštiny obdržel Gómez Carrillo nejvyšší francouzské státní vyznamenání – řád Ordre national de la Légion d'honneur 1. hodnost rytíř.
3. Svatá země: o cestě napsal svou knihu Jerusalén y la Tierra Santa, která byla velmi dobře přijata literárními kritiky, ale otřásla náboženskými skupinami. Navzdory náboženské kritice se kniha stala bestsellerem jak ve Španělsku, tak v Latinské Americe
4. První světová válka: během prvních tří let první světové války pracoval jako tiskový zpravodaj deníku El Liberal a díky jeho podrobným kronikám, které vzešly z jeho odvahy přiblížit se k nepřátelským liniím, španělští čtenáři poznali hrůzy z 1. linie. Shrnutí jeho článků se nachází mj. v jeho knihách: Crónica de la Guerra (Válečné kroniky, 1915), Reflejos de la Tragedia (Odrazy tragédie, 1915), En las Trincheras (Uvnitř zákopů, 1916) a En el Corazón de la Tragedia (V srdci tragédie, 1916).

Za jeho válečné příspěvky mu francouzská vláda udělila nejvyšší státní vyznamenání: řád Ordre national de la Légion d'honneur 3. hodnost komandér. Za války byl jako novinář přijat papežem Benediktem XV., přestože byl známým playboyem a heretikem. V roce 1916 byl jmenován ředitelem El Liberal, ale mohl v této pozici pracovat jen rok kvůli svým četným cestám jako tiskový zpravodaj.
R. 1907 začal vydávat časopis El Nuevo Mercurio, který měl prvotřídní příspěvky od nejlepších latinskoamerických spisovatelů: měl materiály od Catulle Mendese, Jeana Moréase, Rubena Daría, José María Vargase Vily, Miguela de Unamuna, Manuela Ugarte, Amada Nerva aj.

### Ženy
Vzhledem ke svým intelektuálním a fyzickým přednostem byl Gómez Carrillo velmi oblíbený u žen.
- Alice Freville: francouzská družka, okouzlující, chytrá a velmi sečtělá, s níž Gómez Carrillo prožil vášnivý románek, když poprvé přijel do Paříže a poté, když odjel do Madridu. I když se v roce 1902 rozešli, chodil za ní, když byl vystresovaný, a staral se o ni až do její smrti.
- Aurora Cáceres (1877–1958): peruánská feministická spisovatelka, dcera generála Andrése Avelina Cácerese, bývalého prezidenta Peru. Vzali se 6. června 1906, ale manželství nevydrželo a v dubnu 1907 se rozešli. Svůj život se spisovatelem později popsala ve své knize Mi vida con Enrique Gómez Carrillo.

- Raquel Meller (1888–1962): r. 1917 se Gómez Carrillo seznámil se španělskou zpěvačkou flamenca, se kterou se oženil r. 1919 poté, co si ji namlouval ve svých spisech. Jeho neustálé pitky a nevěry způsobily v manželství velké napětí. Všechno se zhroutilo, když se Raquel dozvěděla, že plýtvá jejími těžce vydělanými penězi. Po veřejné ošklivé hádce o své finance se v roce 1920 rozvedli.

- Consuelo Suncín (1901–1979): francouzsko-salvadorská spisovatelka, která vystudovala literaturu a právo v Mexiku. V Paříži se do Gómeze Carrilla zamilovala a r. 1926 se za něj provdala, ale o pouhých jedenáct měsíců později zemřel na mrtvici.

Maurice Maeterlinck popsal Gómeze Carrilla jako opravdového "renesančního muže“, který žil svůj život do extrému jako neúnavný duelant, syfilitik, cestovatel a dopisovatel. Goméz Carrillo zemřel 29. listopadu 1927 a byl pohřben na pařížském hřbitově Père Lachaise. Vedle něj jsou ostatky jeho poslední manželky Consuely Suncíny, která se po třetím sňatku stala hraběnkou ze Saint-Exupéry, manželkou francouzského pilota a spisovatele Antoina de Saint-Exupéryho.

### Památníky
Dne 9. července 1941 byl hlavním městě Quatemala City, z iniciativy nikaragujského spisovatele Juana Manuela Mendozy, který napsal životopis Gómeze Carrilla, vytvořen pomník Enrique Gómeze Carrilla, který měla na starosti Natalia Górriz de Morales. Mezi těmi, kdo s výborem spolupracovali, byli Miguel Ángel Asturias, Federico Hernández de León a noviny Nuestro Diario. Konečně, během prezidentství Dr. Juana José Arévala, v roce 1947 byl památník otevřen pro veřejnost na náměstí Concordia, které bylo přejmenováno na Enrique Gómez Carrillo Park.
R. 1960 byla na obecném hřbitově hlavního města postavena hrobka pro slavné guatemalské intelektuály, kteří zemřeli v zámoří. Bohužel kvůli státnímu převratu v roce 1963, který sesadil generála Miguela Ydígorase Fuentese, prezidenta Guatemaly a sponzora této myšlenky, byl projekt opuštěn. V hrobce byli pohřbeni pouze Antonio José de Irisarri, který zemřel v New Yorku v roce 1868 a jehož ostatky byly v roce 1968 převezeny zpět do Guatemaly a básník Domingo Estrada, který zemřel v Paříži v roce 1901. V případě Gómeze Carrilla bylo kvůli nemožnosti získat jeho ostatky jeho jméno napsáno na pamětní desku bronzovými písmeny. Do konce 20. století byla všechna bronzová písmena ukradena, deska pokryta graffiti a celé místo bylo zcela opuštěné.

## Dílo
Gómez Carrillo se stal autorem téměř osmdesáti knih různých žánrů a je známý především svými kronikami (crónicas), charakterizovanými modernistickou prózou.
Přispíval do mnoha novin a časopisů ve Španělsku, Francii a Latinské Americe a vedl El Nuevo Mercurio (1907) a Cosmópolis (1919–1922). Gómez Carrillo žil hlavně v Madridu a Paříži. Bylo to v Madridu, kde se rozhodl změnit své příjmení z „Gomez Tible“ na „Gómez Carrillo“. Jako neúnavný cestovatel psal četné kroniky, které shromažďovaly jeho dojmy z míst, která navštívil: The enchanting París (1902), La Rusia Actual (1906), La Grecia eterna (1908), El Japón heroico y galante (1912), La sonrisa de la esfinge (1913), Jerusalén y la Tierra Santa (1914) a Vistas de Europa (1919).
Byl také autorem několika esejů, autobiografií a literárních kritik: Art Sensation (1893), Foreign Literature (1895), Modernism (1905), Exotic literatures (1920), Sappho, and other seductive courtesans (1921), The mystery of life and death of Mata Hari (1923), The hundred masterpieces of world literature (1924) a New French literature (1927).
Pokud jde o jeho vyprávění, mezi "nemorální" romány patří: Of love, of pain and vice (1898), Bohemia sentimental (1899), Wonderland (1899, 1922) a The Gospel of Love (1922). V estetické dekadenci jeho spisů převládají erotická témata.

### Práce
- Gómez Carrillo, Enrique (1898). Manuel Estrada Cabrera. Club Constitución (in Spanish). Guatemala: Síguere and Co.
- (1900). Almas and cerebros: historias sentimentales, intimidades parisienses, etc (in Spanish). París: Garnier Hnos. Retrieved June 10, 2015.
- (1906). La Rusia actual (in Spanish). París: Garnier Hnos. Retrieved October 2, 2014.
- (1906). Maravillas, novela funambulesca (in Spanish). París and Ciudad de México: Librería de la viudad de Ch. Bouret. Retrieved June 2, 2015.
- Darío, Rubén (1906). De Marsella a Tokio, sensaciones de Egipto, la India, la China and el Japón (in Spanish). París, France: Garnier Hnos. Retrieved June 2, 2015.
- (1907). El alma japonesa (in Spanish). París: Garnier Hnos. Retrieved October 2, 2014.
- (1909). La Grecia eterna (in French). París: Perrit et. Cie. Retrieved June 10, 2015.
- (1912). El Japón Heroico and Galante (in Spanish). Madrid, Spain: Renacimiento. Retrieved June 10, 2015.
- (1913). Romerías (in Spanish). París, France: Garnier Hnos. Retrieved June 10, 2015.
- (1917). In the heart of the tragedy. London, New York and Toronto: Garnier Hodder and Stoughton. Retrieved June 10, 2015.
- (1918). Treinta años de mi vida; El despertar del alma (in Spanish). Vol. 1. Buenos Aires, Argentina: Casa Vaccaro. Retrieved June 10, 2015.
- (1919). Vistas de Europa (in Spanish). Madrid, Spain: Mundo Latino. Retrieved June 10, 2015.
- (1921). El encanto de Buenos Aires (in Spanish). Madrid, Spain: Mundo Latino. Retrieved June 10, 2015.
- (1922). El evangelio del Amor (in Spanish). Madrid, Spain: Mundo Latino. Retrieved June 10, 2015.
- Campo de Batalla and Campos de Ruinas (in Spanish). Spain: Ediciones del Viento. Archived from the original on March 4, 2016. Retrieved July 20, 2014.
- Pequeñas historias de la Gran Guerra (in Spanish). Libros de la Ballena. Retrieved July 20, 2014.
- La teta and la maleta (in Spanish). Libros de la Ballena. Retrieved July 20, 2014.

### V češtině
- Blančin zločin – přeložil J. Domin; in: 1000 nejkrásnějších novel... č. 3, úvod František Sekanina. Praha: J. R. Vilímek, 1911
- Evangelium lásky: román – př. Karel Líkař. Plzeň: Beníško a Jeřáb, 1923